# Hegedűs Nándor
Hegedűs Nándor, született Hirschl Nándor (Nagyvárad, 1884. szeptember 29. – Budapest, 1969. november 19.) erdélyi magyar közíró, szerkesztő, irodalomtörténész.

## Életpályája
Hirschl Bernát és Schönberger Jetta fia. Középiskoláit Dutka Ákos osztálytársaként a helybeli főreáliskolában végezte, ahol már az önképzőkörben kitűnt szabadelőadásaival. Egyetemi tanulmányait Budapesten a bölcsészettudományi karon folytatta. Tanárjelöltként került Sas Ede mellé a Nagyvárad szerkesztőségébe. 1909-ben vették fel a László király szabadkőműves páholyba. Alapító tagja volt a Holnap Társaságnak, s 1918-ban a lap főszerkesztői tisztét is átvette. Jelentős közéleti szerepet vállalt a két világháború közötti időszakban. Előbb mint a Városi Tanács tagja Nagyvárad színházi hagyományainak folytonosságáért szállt síkra, majd az Országos Magyar Párt Bihar megyei tagozatának alelnöke és 1928-tól több cikluson keresztül parlamenti képviselője. Pártállástól függetlenül támogatta a romániai magyar baloldali mozgalmakat. A város kulturális életében fontos szerepet játszott az általa létrehozott Hírlapiroda és az azzal kapcsolatos Kölcsönkönyvtár. Az 1940-es évek elejétől Budapesten élt.
Hatvanéves elmúlt már, midőn Ady-művek kritikai kiadásának fogyatékosságai arra késztették, hogy filológusi alapossággal tisztázza Ady Endre nagyváradi éveinek történetét. Személyes élményekkel átszőtt vizsgálódásait a későbbiek során a Holnap városának egész művelődési életére ki szándékozott terjeszteni, de hátralévő éveiből csak néhány részlettanulmányra futottá.
Közíróként a két világháború közötti publicistáink élvonalába tartozott. Vezércikkeit európai látókör s a román–magyar együttélés múltjának és időszerű feladatainak higgadt elemzése jellemezte. Írásai a Nagyvárad (1934-től Szabadság) első oldalán névtelenül jelentek meg Megjegyzések című állandó rovatában. A Magyar Kisebbség állandó munkatársa és éveken át a Pesti Napló cikkírója, ahova Erdélyi levél címen küldött romániai tudósításokat. Irodalomtörténészként egy nagy kor jószemű, hiteles szavú tanújának határozottságával lépett fel, s ezért első polemikus megnyilatkozásainak erős kritikai visszhangja támadt.
Publicisztikai írásaiból 1941-ben két kötetet rendezett sajtó alá Nagyváradon: az Erdélyi levelek a Pesti Naplóban megjelent cikkeit, a Nincs béke igazság nélkül pedig a Magyar Kisebbség számára készített tanulmányait tartalmazza. Ady-kutatásainak eredményeit Ady Endre Nagyváradon (Bp. 1956) és Ady Endre nagyváradi évei (Bp. 1957) címen foglalta össze. Ez a két monográfia a költő nagyváradi éveinek legmegbízhatóbb forrása. Ady Endre életútjával és baráti körével foglalkozó egyéb közleményei a budapesti Haladás, Irodalomtörténeti Közlemények, Népszabadság hasábjain, az Irodalomtörténeti Füzetek sorozatban, valamint a Juhász Gyula-Emlékkönyvben (1962) jelentek meg.

## Művei
- Ady elnyeri a főváros szépirodalmi díját. Irodalomtörténeti füzetek (26). Akadémiai Kiadó, Budapest, 1959.